# Famille Cantemir
Pour les articles homonymes, voir Cantemir.

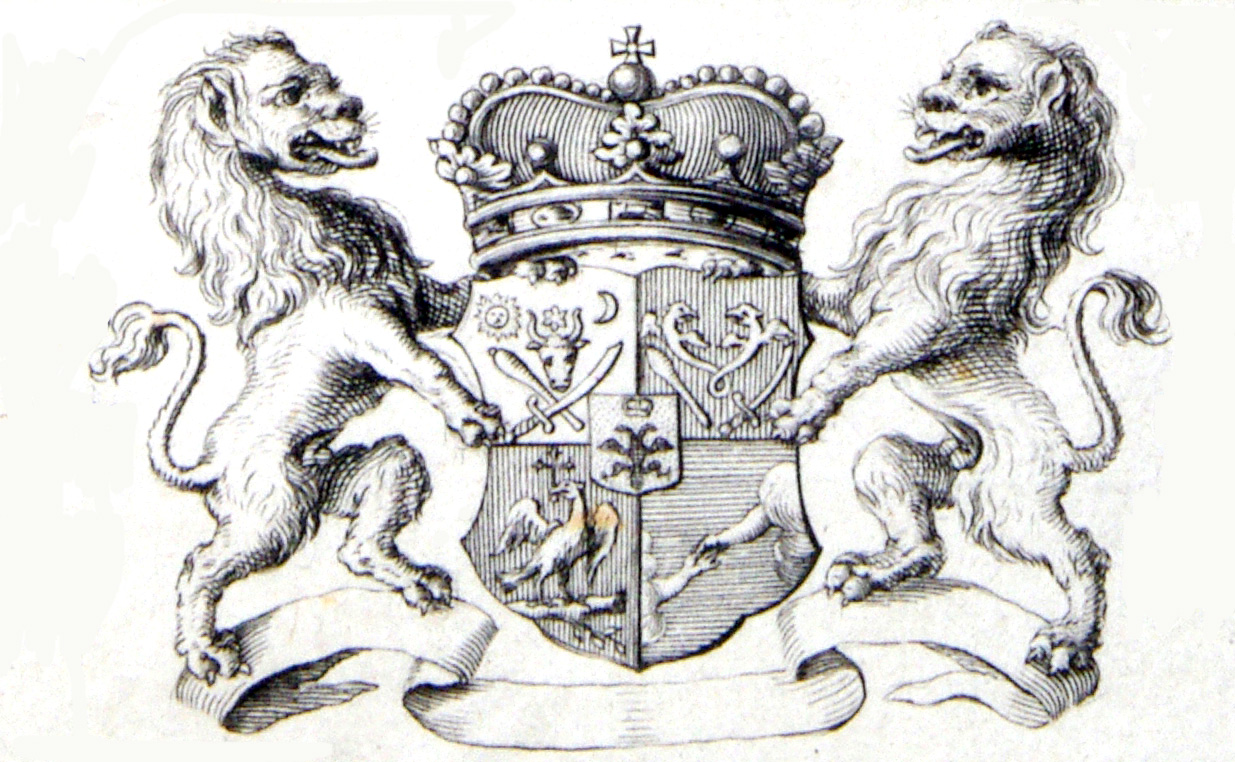
Armoiries de Dimitrie Cantemir en tant que prince russe.

Les Cantemir sont une famille de boyards de Moldavie, au service du gouvernement ottoman. Plusieurs membres de cette famille furent d'ailleurs nommés princes de Moldavie.

## Généalogie
Tudor Cantemir ou Kantemyr, né en Moldavie vers 1630.
- Constantin Cantemir prince de Moldavie de 1685 à 1693 ; a servi dans l'armée turque lors de l'expédition de Mehmed IV contre la Pologne (1673).
  - Antioch Cantemir prince de Moldavie de 1695 à 1700 et de 1705 à 1707.
  - Dimitrie Cantemir prince de Moldavie de 1710 à 1711. 
    - Antioche Cantemir ambassadeur de Russie à Paris en Londres.

  - Elisaveta épouse de Mihai Racoviță Prince de Moldavie de 1703 à 1705 de 1707 à 1709 et de 1716 à 1726 et prince de Valachie de 1730 à 1731 et de 1741 à 1744.